# Final Fantasy XIV
Final Fantasy XIV: Online est un jeu de rôle en ligne massivement multijoueur (MMORPG) développé et édité par Square Enix. La version réalisée et produite par Naoki Yoshida est publiée dans le monde entier sur PlayStation 3 et Windows en août 2013 en remplacement de l'ancienne version ratée qui était parue en 2010 avant d'être également portée sur PlayStation 4, macOS, PlayStation 5 et Xbox Series X/S. L'univers de Final Fantasy XIV prend place dans la fantastique région d'Éorzéa, cinq ans après l'irruption de la dévastatrice 7e ère ombrale qui a mis fin à la version originale du jeu. Durant la Calamité, l'ancien primordial Bahamut s'est libéré de sa prison à l'intérieur du satellite Dalamud et a déclenché l'apocalypse sur Éorzéa. Par magie, le personnage du joueur de la version originale est parvenu à fuir les funestes événements et à voyager dans le temps jusqu'au début de A Realm Reborn. Alors qu'Éorzéa est en pleine reconstruction, elle est confrontée à une nouvelle invasion menée par l'Empire de Garlemald.
La première version de Final Fantasy XIV fut un échec commercial et critique. Yōichi Wada, alors président de Square Enix, annonça qu'une nouvelle équipe dirigée par Yoshida allait assurer la production du jeu afin d'en corriger les défauts. Ainsi, tout en continuant à développer et améliorer la version originale, la nouvelle équipe mit sur pied un nouveau jeu (« version 2.0 ») qui s'appuyait sur un nouveau moteur, des serveurs plus performants ainsi qu'un gameplay, une interface et une histoire largement remaniés. La version originale fut définitivement fermée en novembre 2012.
À son relancement, le jeu a cette fois reçu un accueil beaucoup plus positif : les critiques ont fait l'éloge du jeu tant pour son gameplay que pour son intrigue et ont félicité Yoshida pour ce sauvetage inespéré. Au terme d'une mauvaise année fiscale en 2013, c'est principalement grâce aux nombreuses ventes de Final Fantasy XIV et à la base d'abonnés du jeu que Square Enix parvient à regagner en rentabilité l'année suivante. En octobre 2021, plus de 24 millions de joueurs enregistrés ont permis à ce quatorzième opus de devenir le jeu Final Fantasy le plus rentable à ce jour. FFXIV est régulièrement mis à jour depuis sa sortie et a notamment reçu cinq extensions majeures : Heavensward (2015), Stormblood (2017), Shadowbringers (2019), Endwalker (2021) et Dawntrail (2024).

## Système de jeu
Final Fantasy XIV est un MMORPG qui se déroule dans un monde persistant dans lequel les joueurs peuvent interagir entre eux ainsi qu'avec l’environnement. Ils peuvent personnaliser leur personnage, auquel ils attribuent un nom et choisissent la race, le sexe, les caractéristiques faciales ainsi qu'une classe de départ. Les classes de départ sont exclusivement des disciples de la guerre ou de la magie, contrairement à la version originale où le joueur pouvait également débuter en tant que disciple de la main ou de la terre. Les joueurs doivent aussi sélectionner un serveur de jeu pour chaque personnage. Bien que toutes les langues prises en charge soient disponibles sur chaque serveur, les centres de données desservent des régions spécifiques (Amérique du Nord, Europe, Japon et Océanie) afin de réduire la latence entre le client et le serveur, et il est recommandé aux joueurs de choisir un serveur correspondant à leur région.

### Interface
Les versions PC et consoles de salon utilisent la même interface d'utilisateur. N'importe quelle combinaison de clavier, souris et contrôleur de jeu est compatible sur PC ; pour les joueurs de console, un clavier et une souris sans fil ou USB sont nécessaires. Sur PC et macOS, le jeu emploie par défaut des fenêtres glisser-déposer tandis que les versions console disposent d'une interface semblable à la XrossMediaBar de la PlayStation 3. Cette barre permet d'accéder à tous les menus, à la carte, au journal de quêtes et aux options de configuration. L'affichage tête haute comprend une fenêtre de discussion, un menu d'équipe, une petite carte et la ou les barre(s) d'action. Cette interface offre de nombreuses options de personnalisation.
Les actions et commandes de combat diffèrent entre les versions PC, macOS et consoles. Les deux premières prennent en charge à la fois le pointer-cliquer ainsi que la saisie du clavier pour exécuter des commandes ou des macros. Les macros sont des actions personnalisables qui permettent au joueur d'effectuer une action souhaitée à un moment précis. Les versions pour consoles de salon regroupent quant à elle les barres d'action et les macros dans les « cross hotbars » (barres de raccourcis en forme de croix). Celles-ci sont accessibles via une combinaison de touches et à la croix directionnelle qui permet de manipuler avec rapidité. Cette interface est également disponible pour les joueurs de PC et macOS qui utilisent des contrôleurs.

### Progression
Les joueurs améliorent leurs personnages en accumulant des points d'expérience (EXP) et en acquérant un équipement plus puissant. Après avoir accumulé suffisamment d'EXP, le personnage « monte de niveau » ce qui lui permet d'améliorer ses statistiques et parfois même d'apprendre de nouvelles actions. Les principales sources d'EXP dans Final Fantasy XIV sont l'accomplissement de quêtes, l'exploration de donjons instanciés, la participation à des événements en temps réel (aléas) et l'élimination de monstres. Les quêtes, y compris celle du « scénario principal », sont généralement des tâches courtes et spécifiques données au joueur par des personnages non-joueurs avec divers objets et de l'EXP en guise de récompense. L'achèvement des quêtes du scénario principal font progresser l'intrigue globale du jeu. Certaines quêtes sont renouvelables quotidiennement, notamment les mandats. L'exploration des donjons peut nécessiter la formation d'un groupe de joueurs, ce qui n'est plus obligatoire depuis que le système de renforts permet la formation d'équipes avec des joueurs contrôlés par ordinateur. Les donjons destinés aux joueurs de bas niveau sont l'un des meilleurs moyens d'obtenir rapidement de l'EXP tandis que d'autres sont destinés aux joueurs expérimentés avec collecte d'objets rares, d'équipement ou d'argent à la clef. Le système de roulette assigne au joueur une mission aléatoire quotidienne avec un bonus d'EXP supplémentaire parmi les donjons qu'il a débloqués. Les aléas permettent à un grand nombre de joueurs de partager une même tâche, qu'ils soient unis dans une équipe ou non. Ces missions prennent des formes diverses, il peut s'agir de batailles face à des monstres, de défense d'un hameau, d'escortes de personnages non-joueurs, d'abattage d'animaux sauvages, d'assaut sur des forteresses ennemies, etc. Enfin, chaque ennemi tué par le joueur fournit de l'EXP (plus encore si la cible figure sur la liste du journal de chasse). Une fois le niveau maximal atteint, la progression du personnage se focalise entièrement sur l'acquisition d'un équipement plus puissant, qui traduit le « niveau d'objet » du personnage. Cet équipement peut être obtenu en explorant les donjons les plus récents ou via l'artisanat, les raids et les contrats d'élite de chasse.
En plus du gameplay joueur contre environnement (PvE), Final Fantasy XIV propose également un mode joueur contre joueur (PvP). The Feast était une arène proposant des batailles structurées à quatre contre quatre. Ce mode a été supprimé lors du patch 6.1 et remplacé par Crystalline Conflict, qui oppose deux équipes de cinq joueurs dont l'objectif est de prendre le contrôle d'un cristal au centre de l'arène et de le pousser jusqu'au camp adverse. Il existe également le Front, un mode qui prend place dans un vaste champ de bataille dans lesquels les joueurs forment des équipes de 24. Celles-ci sont déterminées par l'allégeance des joueurs à l'une des trois grandes compagnies du jeu et l'équipe qui atteint le nombre de points requis en premier remporte le match. Plusieurs modes sont disponibles, chacun avec des lieux et des règles différents. Le Front est présenté comme un ensemble organisé d'exercices militaires entre les trois nations éorzéennes. Enfin, les Ailes rivales sont un mode arène de combat où les joueurs manipulent des vagues de serviteurs et pilotent des robots afin de détruire les objectifs ennemis.

### Combats
Les joueurs combattent leurs ennemis en utilisant tout un panel d'attaques physiques, de compétences d'armes et d'attaques magiques ; ce système de combats constitue la base du gameplay multijoueur. La plupart des combats du jeu nécessitent la formation de groupes d'une taille spécifique, quatre joueurs pour les donjons et huit joueurs pour les combats de boss. La « recherche de joueur » est une fonction de correspondance automatisée qui trie les joueurs en groupes selon le contenu sélectionné sur plusieurs serveurs à la fois. La « recherche d'équipe » est un tableau d'affichage où les joueurs peuvent recruter d'autres joueurs de n'importe quel serveur de leur centre de données pour tout type de contenu (donjons, raids, aléas, etc.). Les membres d'un groupe remplissent les rôles traditionnels des MMORPG, à savoir tank, soigneur et attaquant. Les tanks doivent accaparer l'attention des ennemis afin de protéger les autres membres de leur groupe dont la défense est généralement plus faible, les soigneurs manipulent les sorts de soin et supportent leur équipe en boostant les capacités de leurs alliés mais aussi en infligeant des dégâts aux adversaires avec leurs propres attaques, et enfin les attaquants se concentrent sur l'optimisation des dégâts infligés. Le travail d'équipe et la stratégie sont parfois nécessaires pour vaincre des ennemis puissant. La « transcendance » est une capacité collective spéciale qui ne peut être exécutée que si chaque membre du groupe remplit parfaitement son rôle.
Les compagnies libres sont des guildes créées par les joueurs regroupant plusieurs aventuriers sous les auspices de l'une des trois grandes compagnies d'Éorzéa. Les membres des compagnies libres peuvent accéder à un coffre partagé, à un canal de discussion privé et aux actions de compagnie qui sont des bonus de 24 heures sur 24 permettant de bénéficier de certains avantages en facilitant par exemple le gain d'EXP. Les membres des compagnies libres peuvent également mettre en commun leurs ressources pour acheter une maison dans l'un des quartiers résidentiels. En plus de décorer la maison, les joueurs peuvent utiliser leur terrain pour produire des objets uniques grâce au système de jardinage, entraîner leur compagnon chocobo, se lancer dans des expéditions en dirigeable et acheter une chambre privée pour un usage personnel. Les linkshells sont une autre forme de réseautage dans le jeu ; alors que les joueurs ne peuvent appartenir qu'à une seule compagnie libre, ils peuvent rejoindre plusieurs linkshells qui agissent comme des canaux de discussion privés pour les sous-groupes intéressés.

### Arsenal et jobs
L'arme équipée par le personnage détermine sa classe. Ce système d'arsenal permet donc de changer de classe à souhait en équipant l'arme qui correspond à la classe de son choix. Les classes sont divisées en quatre catégories : les disciples de la guerre, qui maîtrisent le combat rapproché ; les disciples de la magie, qui maîtrisent l'art de la magie ; les disciples de la main, artisans qui synthétisent et réparent des objets ; et les disciples de la terre, qui collectent les ressources qu'offre l'environnement. Seuls les disciples de la guerre et de la magie sont aptes au combat. Tous ces jobs sont inspirés sur les classes traditionnelles des jeux Final Fantasy.

### Économie
L'économie virtuelle de Final Fantasy XIV tourne grâce aux joueurs. L'échange d'objets est facilité par les servants, des personnages non-jouables qui vendent des objets sur les marchés, collectent des objets pour leurs propriétaires tout en leur fournissant un espace de stockage supplémentaire. Une petite commission de transaction pour toutes les ventes sert à réguler l'inflation des prix sur les marchés éorzéens. Les joueurs de toutes les classes peuvent contribuer à l'approvisionnement de l'économie : les disciples de la terre acquièrent des matières premières à partir de points de collecte disséminés dans toutes les zones du jeu ; les disciples de la main transforment ces matériaux en objets et équipements utiles ; et les disciples de la guerre et de la magie peuvent se procurer des matériaux rares en terminant des donjons et des cartes aux trésors. Les joueurs peuvent également contribuer à cette économie en extrayant des « matérias » d'équipements qui peuvent ensuite être utilisées pour améliorer les statistiques d'autres équipements,.

## Trame

### Contexte
Final Fantasy XIV se déroule sur Hydaelyn, un monde fictif aux environnements variés répartis sur plusieurs continents et centré sur la région d'Éorzéa. Éorzéa compte quatre cités-États puissantes : Gridania, dans la forêt de Sombrelinceul ; Ul'dah, un sultanat au commerce florissant au milieu de la région aride du Thanalan ; Limsa Lominsa, une thalassocratie régnant sur l'île de Vylbrand ; et Ishgard, une théocratie isolationniste située dans les montagnes enneigées du Coerthas. Un isthme relie Éorzéa au reste du continent à l'est, qui a été en grande partie conquis par l'Empire de Garlemald. D'autres sociétés peuplent Éorzéa sans être soumis à l'autorité des cités-États tels que des tribus barbares (Sylphes, Kobolds, etc.), la ville savante de Sharlayan et Ala Mhigo, à l'est, annexée par l'Empire garlemaldais vingt ans auparavant. L'Alliance éorzéenne, créée afin de faire face à l'invasion garlemaldaise, est dissoute depuis le retrait d'Ishgard. Quant à la région du Mor Dhona, autrefois très dynamique, elle fut dévastée lors d'une campagne militaire menée par Garlemald.
L'histoire éorzéenne est découpée en ères « astrales » prospères et en ères « ombrales » désastreuses causées par de grandes calamités. Ainsi, la première ère ombrale a mis fin à l'âge des dieux. Les Douze, divinités gardiennes d'Éorzéa, ont alors cessé d'intervenir dans les affaires des mortels. Les ères astrales sont le fruit du travail des peuples éorzéens alors que leur société se remet des ères ombrales. Le développement technologique atteint son apogée lors de la 3e ère astrale sous l'hégémonie de l'Empire allagois. Chacune des calamités étant liée à l'un des six éléments fondamentaux - le vent, la foudre, le feu, la terre, la glace et l'eau - la 6e ère astrale était censée durer éternellement mais, cinq ans avant le début du jeu, Garlemald a déclenché la 7e ère ombrale.
En effet, les scientifiques garlemaldais travaillaient sur le projet Météore consistant à exploiter le satellite Dalamud comme une arme. Sous les ordres du légat Nael van Darnus, la lune anéantit Éorzéa en s'écrasant dessus, éradiquant toute opposition de conquête. En réponse à ce drame, l'Alliance éorzéenne se réunit et reforme les grandes compagnies. Un groupe d'aventuriers a vaincu van Darnus mais n'a pu empêcher la chute de Dalamud. Au cours de la bataille de la plaine de Carteneau, dans le Mor Dhona, Dalamud s'est révélée être une antique prison allagoise renfermant le dragon primordial Bahamut ; son évasion a donc déclenché la 7e ère ombrale. Louisoix Leveilleur a imploré les Douze de faire disparaître Bahamut, sans succès ; avant son ultime sacrifice pour vaincre le primordial déchaîné, il a envoyé tous les aventuriers dans un lieu « hors du temps » et ces derniers ne se remanifesteraient que lorsque leur présence dans ce monde sera de nouveau nécessaire. Pendant ce laps de temps, Garlemald a été stoppée dans ses ambitions expansionnistes par une crise de succession alors que le vieil empereur Solus est tombé gravement malade.

### Personnages
Le personnage incarné par le joueur est un aventurier éorzéen de la 7e ère ombrale qui doit rejoindre l'une des grandes compagnies : l'ordre des Deux Vipères de Gridania, sous le commandement de l'oracle Kan-E-Senna ; les Immortels d'Ul'dah, sous le commandement du général Raubahn Aldynn ; ou le Maelstrom de Limsa Lominsa, sous le commandement de l'amirale Merlwyb Bloefhiswyn. Ses plus précieux alliés sont les Héritiers de la Septième Aube, une organisation formée lors de la 6e ère astrale et réunissant le Cénacle du Savoir de Louisoix ainsi que la Voie des Douze de Minfilia. Ses membres sont Thancred, Yda, Papalymo, Urianger et Y'shtola. Cette dernière est souvent prise pour mascotte de Final Fantasy XIV, qu'elle représente dans les crossovers tels que Theatrhythm Final Fantasy: Curtain Call et Dissidia Final Fantasy NT,. Les jumeaux Alphinaud et Alisaie, petits-enfants de Louisoix, préfèrent chacun suivre leur propre voie pour aider Éorzéa. Enfin, Cid Garlond dirige les Forges de Garlond, une entreprise spécialisée dans les technologies fournissant des dirigeables, des armes et d'autres infrastructures à l'Alliance éorzéenne.
Les principaux antagonistes garlemaldais sont le légat Gaius van Baelsar de la XIVe légion impériale ainsi que ses lieutenants, Livia sas Junius, Rhitahtyn sas Arvina et Nero tol Scaeva. Les tribus barbares menacent elles aussi la paix déjà précaire dans la région en invoquant des Primordiaux, divinités éthérées qui drainent l'énergie vitale de la terre. Tous (Garlemaldais et tribus barbares) sont manipulés par les Asciens, des êtres immortels sous une apparence encapuchonnée déterminés à accomplir leur noir dessein qui est de réveiller leur propre dieu Zordiarche afin de mettre en péril tout Hydaelyn.

### Histoire
Le jeu s'ouvre par une vision du personnage du joueur en train de vaincre un être masqué et vêtu de noir. L'aventurier se réveille peu avant d'arriver dans sa ville de départ, Gridania, Ul'dah ou Limsa Lominsa. Les joueurs de retour depuis la version originale connaissent un départ différent puisqu'ils se voient apparaître dans une colonne de lumière. En accomplissant quelques tâches de basse importance, le joueur rejoint la guilde des aventuriers de sa ville de départ et est rapidement comparé aux « Guerriers de la Lumière » qui ont disparu lors du Fléau. L'aventurier parvient à déjouer les ruses d'une secte mystérieuse d'hommes masqués et gagne l'attention des Héritiers de la Septième Aube. Minfilia lui révèle que les visions qu'il est capable de percevoir sont dues à l'Écho, un pouvoir distinctif que seuls possèdent les élus d'Hydaelyn, divinité primitive qui a donné son nom au monde.
Fraîchement accueilli par les Héritiers, l'aventurier enquête avec Thancred sur une affaire d'enlèvements et de vols de cristaux par la tribu des Amalj'aa dans le Thanalan. Ces derniers capturent le joueur afin de le faire subjuguer par leur primordial, Ifrit, sans succès car le pouvoir de l'Écho le protège de toute tentative de corruption divine. L'aventurier vainc le primordial et obtient la notoriété d'un héros, ce qui lui permet d'entrer dans les bonnes grâces des trois grandes compagnies. Lors des cérémonies commémoratives de la bataille de Carteneau, le joueur rencontre Alphinaud et Alisaie, qui finissent par se séparer à la suite d'une dispute quant à l'intention nationaliste des dirigeants des trois cités-États. Les Héritiers envoient ensuite l'aventurier dans la forêt de Sombrelinceul pour nouer des liens avec les Sylphes, une tribu pacifique dont la faction radicale a invoqué Ramuh afin de se défendre face aux Garlemaldais. En sauvant l'aîné des Sylphes, l'aventurier fait la rencontre de Lahabrea, l'un des chefs des mystérieux Asciens.
Minfilia envoie plus tard l'aventurier contrecarrer les manigances des Kobolds qui désirent invoquer Titan. Les Héritiers demandent alors conseil à la Fratrie des Gabiers, d'anciens héros qui seraient déjà parvenus à vaincre le primordial de la terre. Après une série d'épreuves éprouvantes pour préparer un banquet réunissant tous les anciens membres de la Fratrie, le chef de ces derniers révèle au joueur la voie à suivre. L'aventurier vainc Titan et apprend par la même occasion que Lahabrea assiste Gaius van Baelsar dans son nouveau plan de conquête d'Éorzéa. L'aventurier retourne ensuite au quartier général des Héritiers et témoigne d'un massacre : Minfilia et quelques autres ont été capturés par les Garlemaldais tandis que tous les Héritiers restants ont été assassinés. Après avoir organisé un rite funéraire pour rendre hommage à tous ses camarades morts, l'aventurier est recruté par Alphinaud qui souhaite reformer le groupe des Héritiers et vaincre Garuda, la primordiale des Ixali qui viendrait d'être invoquée. Pour pouvoir confronter Garuda, les deux comparses vont devoir faire resurgir les souvenirs de Cid Garlond, devenu amnésique.
Cid, Alphinaud et l'aventurier se rendent dans le Coerthas, une terre qui est sous la juridiction d'Ishgard, alors en plein repli, pour retrouver l'Entreprise, ancien dirigeable de Cid. Après s'être liés d'amitié avec le commandant ishgardais Haurchefant de Fortemps et avoir déjoué un complot des hérétiques, ils parviennent à remettre la main sur l'Entreprise à l'intérieur d'une forteresse envahie par les dragons. Cid, grâce à l'Écho de l'aventurier, recouvre ses souvenirs d'ingénieur garlemaldais, de transfuge éorzéen et surtout de génie des Forges de Garlond. L'aventurier obtient un cristal rare lui permettant de franchir la tempête protégeant Garuda et se bat avec cette dernière jusqu'à ce qu'elle se mette à tourmenter ses otages Kobolds et Amalj'aa afin qu'ils réinvoquent Titan et Ifrit. C'est à ce moment que Gaius intervient avec son Ultima Arma, une ancienne machine de guerre allagoise qui consomme l'éther des trois primordiaux afin d'accroître sa puissance. Avec l'appui de Lahabrea, Gaius prévoit de conquérir Éorzéa en exploitant Ultima sans se douter que l'Ascien a l'intention réelle de déclencher un nouveau Fléau.
Les Héritiers partent ensuite à la rescousse de Minfilia et des autres membres captifs, découvrant que Lahabrea a pris possession de Thancred. Alphinaud et Minfilia s'introduisent alors dans une réunion des dirigeants de l'Alliance éorzéenne et les persuadent de choisir la résistance plutôt que la reddition face à Garlemald. Les Héritiers se joignent à la Marche des Preux, gigantesque contre-offensive menée par l'Alliance. L'aventurier part à l'assaut du principal bastion de Gaius, le Praetorium, où le légat de la XIVe légion l'affronte avec son Ultima Arma. Protégé par la bénédiction de la Lumière d'Hydaelyn, l'aventurier parvient à détruire l'Ultima Arma et prend la fuite en laissant Gaius derrière lui alors que le bâtiment tombe en ruine et explose. C'est alors que Lahabrea fait son apparition et affronte lui-même l'aventurier en lui révélant que les Fléaux font partie d'un projet visant à ressusciter Zordiarche, le dieu des Asciens. Alors que l'aventurier est sur le point de succomber, Hydaelyn épuise ses forces pour le redresser et expulser Lahabrea du corps de Thancred, comme dans la vision du prologue. La menace garlemaldaise étant levée, les dirigeants des grandes compagnies proclament ensemble le commencement de la 7e ère astrale. Le personnage du joueur est reconnu par tous comme le digne successeur des Guerriers de la Lumière.

#### 7eère astrale
Confrontés à une pression croissante de la part des trois cités-États alliées pour que leur organisation s'aligne sur leurs intérêts, les Héritiers déménagent au Glas des Revenant, un village d'aventuriers dans la région neutre du Mor Dhona. Les réjouissances du déménagement sont de courte durée car des Mogs, aidé par les Asciens, ont invoqué leur primordial, le Bon Roi Moggle Mog XII. Après l'avoir vaincu, le Guerrier rencontre l'énigmatique Elidibus, émissaire des Asciens, qui mesure la puissance du joueur avant de disparaître. Des réfugiés de Doma, nation soumise à la domination garlemaldaise, apportent la nouvelle de la mort de l'empereur Solus. Les réfugiés domiens demandent l'asile à Ul'dah mais leur requête se voit refusée. Alphinaud leur propose alors de travailler comme marchands au Glas des Revenants afin de contribuer au repeuplement et à la reconstruction de ce village qui avait été ravagé par la guerre. En guise de remerciement, la cheffe des Domiens, Yugiri, accompagne le groupe au frai des Sahuagins, qui invoquent Léviathan. L'aventurier parvient à vaincre le primordial à bord d'un navire de guerre limséen, le Triomphe.
Alphinaud mène une enquête sur les émeutes de réfugiés mhigois à Ul'dah et met au jour une manipulation de Teledji Adeledji, membre influent du Cartel des Scorpions et donc homme de pouvoir dans la cité du désert. Raubahn soupçonne Adeledji de vouloir récupérer les artefacts découverts à Carteneau, notamment les vestiges d'Oméga, l'une des armes allagoises les plus puissantes. Dans la forêt de Sombrelinceul, les Sylphes invoquent Ramuh, qui décide d'accorder sa confiance au Guerrier de la Lumière après l'avoir jugé en l'affrontant. Dans le même temps, Alphinaud fonde sa grande compagnie à l'échelle éorzéenne, les Braves du Cristal. Leur première mission est d'enquêter sur le Virus, une espionne employée par Garlemald et infiltrée au sein des Immortels. Haurchefant et sire Aymeric, capitaine des Templiers d'Ishgard, se tournent contre toute attente vers l'extérieur et sollicitent l'aide des Héritiers et des Braves du Cristal pour se rendre au Gardien du Lac, l'épave d'un vaisseau garlemaldais nommé l'Agrius enlacé par la carcasse de Midgardsormr, l'ancêtre de tous les dragons qui s'est éteint il y a quinze ans lors d'un affrontement avec les Garlemaldais. En échange, Haurchefant consent à protéger les cargaisons de ravitaillement à destination du Glas des Revenants, qui subissait le harcèlement des partisans de Cœur de Glace, une hérétique ishgardaise.
La guerre civile prend fin à Garlemald avec l'accession au trône de Varys zos Galvus, ce qui renforce la nécessité de découvrir l'identité de Virus. Les Braves du Cristal découvrent alors qu'il s'agit du bras droit de Raubahn, Eline Roaille, et la capturent aux portes d'un castrum garlemaldais alors qu'elle tentait de leur livrer un message. Une amie d'Yda, Moenbryda, arrive de Sharlayan et apporte une aide essentielle pour localiser Cœur de Glace. Cette dernière utilise son propre corps comme réceptacle pour invoquer Shiva et défier le Guerrier de la Lumière. Bien que l'aventurier parvienne à vaincre Shiva, Cœur de Glace prétend être bénie par Hydaelyn et demande à l'intrus de consulter Midgardsormr pour en apprendre davantage sur les dragons. En analysant la rencontre du Guerrier avec Shiva, Moenbryda émet l'hypothèse qu'une lame d'éther pur pourrait détruire définitivement un Ascien alors que son essence serait piégée dans une auracite blanche. Lucia, templière d'Ishgard, demande au Guerrier de la Lumière d'enquêter sur le Gardien du Lac. Il découvre alors que Midgardsormr est toujours en vie, se régénérant lentement après sa mort apparente. Il révèle que Nidhogg, l'un de ses sept enfants, a rallié la horde dravanienne pour renouveler son attaque sur Ishgard. Midgardsormr scelle la bénédiction d'Hydaelyn pour tester la valeur de l'aventurier. L'Ascien Nabriales profite de l'occasion pour infiltrer le quartier général des Héritiers, à la recherche du bâton de Louisoix, Tupsimati, une puissante relique. Moenbryda se sacrifie pour créer la lame d'éther nécessaire et vaincre l'Ascien.
Alors que les Héritiers pleurent leur camarade tombée au combat, Aymeric négocie pour obtenir l'aide de l'Alliance éorzéenne dans la défense d'Ishgard contre les forces de Nidhogg. Minfilia et Alphinaud promettent à contrecœur le soutien des Héritiers pendant que tous les membres de l'Alliance déclinent cette demande. L'aventurier et les Héritiers repoussent les forces de Nidhogg au pont d'Ishgard. Une célébration de la victoire est organisée à Ul'dah, dans l'espoir de faire renaître l'alliance entre Ishgard et les autres cités éorzéennes. La sultane d'Ul'dah, Nanamo Ul Namo, dit en privé au guerrier qu'elle prévoit de dissoudre la monarchie et de faire d'Ul'dah une république démocratique. Cependant, Nanamo succombe à du vin empoisonné et s'effondre ; Adeledji accuse l'aventurier de régicide. Lorsqu'il dénonce Raubahn pour sa négligence, ce dernier, en proie à une crise de rage, le tue. Lolorito, un autre membre du Cartel des Scorpions, prend cet acte comme une preuve irréfutable de la culpabilité de Raubahn et le fait arrêter. De nombreux Braves du Cristal se rangent du côté de Lolorito et poursuivent les Héritiers, dont la plupart restent sur place pour couvrir leur évasion. Seuls le guerrier et un Alphinaud psychologiquement amoindri parviennent à s'échapper, aidés par le fils adoptif de Raubahn, Pipin Tarupin. Cid les emmène dans le Coerthas, où Haurchefant leur accorde l'asile.

## Développement
La version originale de Final Fantasy XIV a été développée sous le nom de code Rapture entre la fin de l'année 2004 et début 2005 avant d'être officiellement annoncée en 2009. Cette version a été réalisée par Nobuaki Komoto et produite par Hiromichi Tanaka, qui était également le producteur de Final Fantasy XI, tout en exploitant le Crystal Tools, moteur de jeu de Final Fantasy XIII. Au terme d'une phase de test bêta écourtée et remplie de bugs, le jeu est officiellement sorti en septembre 2010 et a reçu un accueil négatif quasiment unanime. Après deux prolongations de la période d'essai gratuite initiale, Yōichi Wada, président de Square Enix, présente ses excuses aux joueurs et aux fans de la licence dès le mois de décembre et annonce une refonte radicale de l'équipe de développement, notamment le retrait de Tanaka du projet et la rétrogradation de Komoto au rôle de directeur de création. L'abonnement mensuel pour les joueurs a été suspendu jusqu'à nouvel ordre et la version PlayStation 3 précédemment annoncée a été annulée. Après le remaniement de l'équipe de développement, Naoki Yoshida, qui travaillait alors comme directeur du développement de Dragon Quest X, s'est vu confier le projet de redressement du jeu en tant que producteur et réalisateur,.
Dans sa tentative d'améliorer Final Fantasy XIV, Yoshida a commencé par identifier les tâches clefs à accomplir en priorité. Tout d'abord, il souhaitait restaurer la confiance des joueurs en améliorant la qualité du jeu. Afin de résoudre ce problème, Yoshida a commencé à publier sur une base régulière des « letters from the producer » dans lesquels il discutait de l'orientation de la conception du jeu et des changements à venir tout en tenant compte de l'avis des joueurs, le tout dans un processus de développement très transparent envers le public. Cependant, les choix de programmation obsolètes de l'équipe de développement précédente dans le code source ont coupé court à toutes modifications radicales pourtant nécessaires pour améliorer le jeu. Ainsi, la planification d'un tout nouveau jeu construit à partir de zéro a débuté en janvier 2011 et le développement a commencé en avril, avec des travaux importants sur le nouveau moteur de jeu et une nouvelle structure de serveur. Entre-temps, les efforts de l'équipe pour améliorer la version originale ont porté leurs fruits lors de la sortie du patch 1.18 en juillet qui a apporté des changements majeurs au système de combat avec l'implémentation d'attaques automatiques et de donjons instanciés, la suppression de la très controversée jauge de fatigue et l'introduction des grandes compagnies dont la lignée de quêtes allait remplacer les quêtes principales d'origine. Les patchs suivants ont continué d'affiner le gameplay en préparant les événements qui allaient conduire au Septième Fléau.
À l'occasion de l'anniversaire de la sortie du jeu, Wada a déclaré que le lancement initial de Final Fantasy XIV avait « grandement endommagé » la licence Final Fantasy. Wada et Yoshida ont ensuite annoncé la sortie d'une toute nouvelle version de Final Fantasy XIV en octobre, nom de code « Version 2.0 », qui était en développement depuis janvier. Les joueurs de la version originale allaient recevoir des copies de leur compte client leur permettant de joueur gratuitement pour une période donnée et de transférer la progression de leur personnage d'origine. Parallèlement à cela, ils ont annoncé que les frais mensuels d'abonnement seraient réinstaurés afin de compenser le coût de développement du nouveau jeu. La facturation du jeu a donc repris en janvier 2012. Afin d'encourager les utilisateurs à continuer de jouer tout en payant leurs frais d'abonnement, Yoshida a révélé la « Legacy Campaign » qui récompensait les joueurs ayant payé au moins trois mois d'abonnement par des tarifs mensuels réduits de manière permanente pour les mois suivants, une monture chocobo exclusive et la garantie que leurs noms d'utilisateurs figureraient sur les crédits de la version 2.0,.
Lors de l'Electronic Entertainment Expo 2012, Square Enix a présenté "Agni's Philosophy", une démo technique de leur nouveau moteur de jeu, Luminous Studio. Yoshida a alors admis que Luminous Studio comme le Crystal Tools n'étaient optimaux que pour les jeux hors ligne et n'étaient pas capables de prendre en charge un environnement où il fallait modéliser plusieurs centaines de personnages à la fois sur l'écran. En juillet, Square Enix a révélé que le titre officiel de la version 2.0 serait Final Fantasy XIV: A Realm Reborn. Alors que le développement de ARR s'intensifiait, Yoshida a pris la décision de fermer définitivement les serveurs de la version originale le 11 novembre. Cette date a donc fait office de fin pour l'ancien jeu qui s'achève par une cinématique de fin intitulée "End of an Era" qui sera reprise pour la bande annonce de A Realm Reborn,.
Lors d'un retour d'expérience à la Game Developers Conference 2014, Yoshida a évoqué le travail herculéen qu'il a dû entreprendre afin de mettre à jour un MMORPG tout en développant simultanément un nouveau en seulement deux ans et huit mois,. D'après lui, l'échec du jeu initial était dû à trois raisons principales : une importance excessive accordée à la qualité graphique, un manque d'expertise et de connaissance des MMORPG modernes de la part de l'ancienne équipe de développement et enfin une mentalité de laisser-aller selon laquelle tous les problèmes pourraient être résolus dans les futurs correctifs. Le tout étant une conséquence de l'expérience antérieure des développeurs sur Final Fantasy XI, le précédent MMORPG de la licence FF. Cette licence étant renommée pour ses graphismes de pointe, l'ancienne équipe de développement entretenait une obsession malsaine pour la maximisation de la qualité graphique du jeu au détriment des performances des serveurs, ce qui s'est rapidement révélé être intenable pour un jeu en ligne avec des dizaines de milliers d'éléments haute définition. Lors de la conception de Final Fantasy XI, l'équipe de développement avait passé un an à jouer à EverQuest, le MMORPG le plus populaire du début des années 2000. Yoshida conseille quant à lui à son équipe de « jouer à World of Warcraft pendant un an » pour s'en inspirer.
La philosophie de conception dominante pour A Realm Reborn était de satisfaire à la fois les joueurs hardcore de MMORPG tout en s'adressant aux nouveaux joueurs ainsi qu'aux fans de Final Fantasy qui n'avaient jamais connu ce genre auparavant. Par conséquent, c'est de l'optimisation du gameplay pour les contrôleurs que Yoshida a fait une priorité absolue. L'un des autres objectifs était de plaire aux joueurs qui ne disposaient pas d'un grand temps libre grâce à la création du système de recherche de joueurs. Tout au long de ce processus, Yoshida a souligné que la communication avec les joueurs et la restauration de leur confiance étaient essentielles, admettant même que les ventes étaient secondaires par rapport à la restauration de la réputation de la licence. Les conversations en live-streaming entre l'équipe de développement et les fans telles que les Letters from the Producer LIVE sont devenues un élément majeur de la stratégie de sensibilisation des joueurs de Yoshida.

### Test et publication

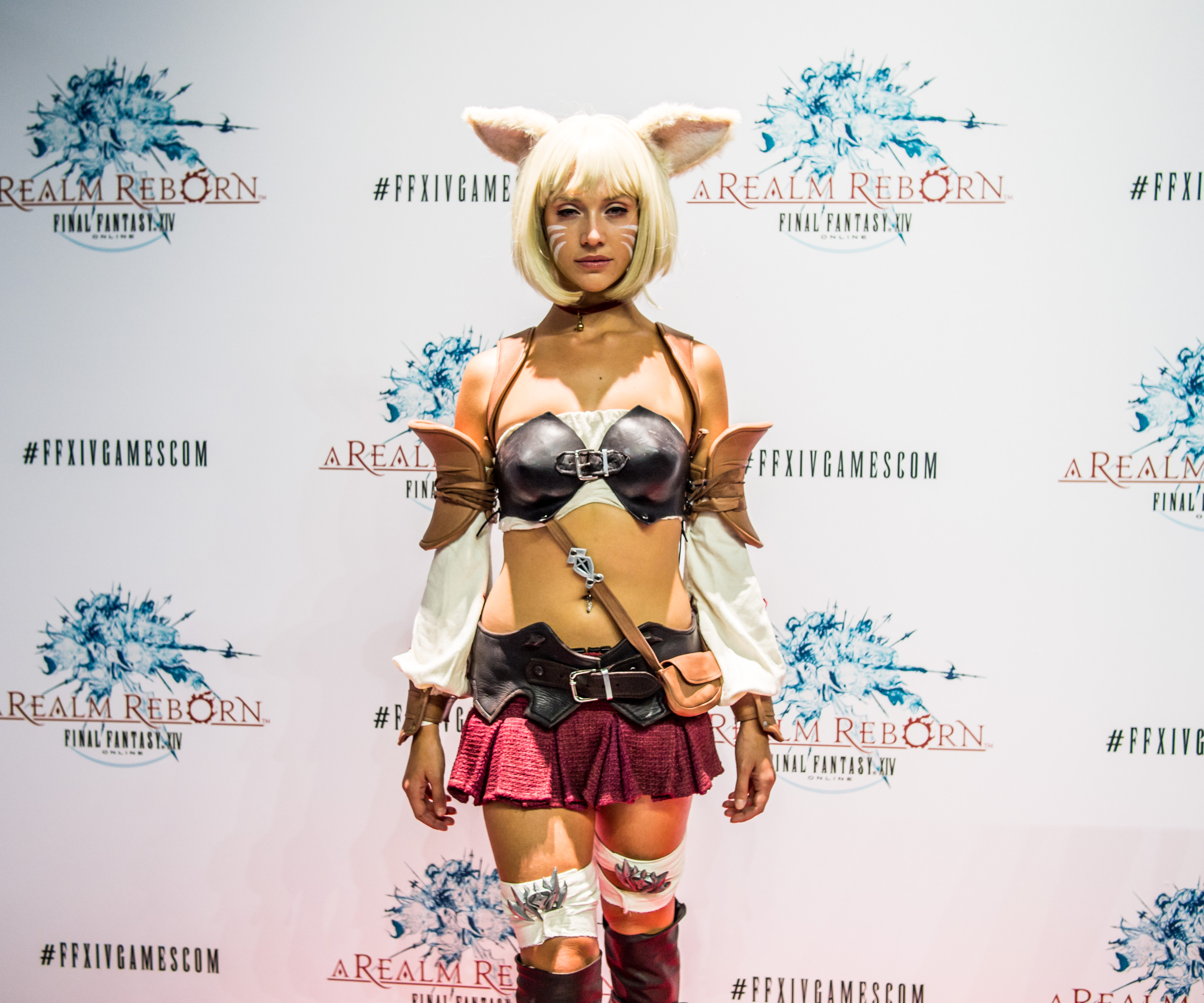
Promotion de Final Fantasy XIV à la Gamescom 2013.

La phase de test alpha de A Realm Reborn a débuté quelques jours après la fermeture des serveurs du jeu original et s'est achevée fin décembre 2012. Au cours de cette période, Wada a admis que le développement de A Realm Reborn était une cause de retard pour de nombreux autres titres de Square Enix à l'époque. Yoshida affirme en février 2013 qu'il refuse catégoriquement de publier le jeu « avant qu'il ne soit prêt » et que le lancer trop tôt « reviendrait à détruire l'entreprise ». En mai 2013, Square Enix a annoncé la date de sortie du jeu, ainsi que des détails sur les bonus de précommande et l'édition collector, qui comprend un art book, un CD bonus avec un récapitulatif de l'histoire du jeu original, un échantillon de la bande son et plusieurs objets cosmétiques dans le jeu,. L'accès anticipé a commencé le 24 août et le lancement officiel le 27 août. Les joueurs ont alors noté d'importants problèmes de congestion des serveurs. Ce serait en raison d'une « réponse extrêmement positive » que les serveurs ne pouvaient gérer le nombre de joueurs simultanés, ce qui a poussé Square Enix a suspendre temporairement les ventes du jeu. À la lumière de ces problèmes, Yoshida a présenté ses excuses aux fans pour le lancement « difficile » du jeu et les a rassurés que des correctifs étaient en cours et que de nouveaux serveurs seraient créés. Une semaine après le lancement, le jeu a reçu une maintenance de dix heures et de nouveaux correctifs, et tous les joueurs ont été compensés par une semaine de temps de jeu gratuit.
La version Steam du jeu est sortie le 14 février 2014. Une version bêta sur PlayStation 4 a fait ses débuts le même jour que la sortie japonaise de la console, le 22 février de la même année. Les joueurs de PlayStation 3 ont pu transférer gratuitement leurs données vers la PS4. Une période d'essai gratuite du jeu fait son apparition sur PC le 31 juillet puis sur PS3 et PS4 en décembre. Cette phase d'essai limitait les joueurs au contenu inférieur au niveau 35 avant d'être étendue jusqu'au niveau 60 en août 2020, permettant un accès gratuit à l'ensemble de A Realm Reborn et Heavensward sans limite de temps,. La version chinoise, publiée par Shanda Games, est mise en vente le 29 août avec du contenu allant jusqu'au patch 2.16. Elle dispose de serveurs distincts et d'un système de facturation par micropaiement à l'heure. La version coréenne, distribuée par Actoz Soft, est lancée en Corée du Sud le 14 août 2015 avec un contenu allant jusqu'au patch 2.2,. Cette version comporte quant à elle un modèle d'abonnement flexible similaire à la version chinoise, allant de 5 heures à 90 jours. Avec la sortie des patchs correctifs et des extensions ultérieures, le sous-titre « A Realm Reborn » est abandonné et désigne dorénavant l'arc narratif englobant la version 2.0 et ses patchs.
Coïncidant avec le lancement de la première extension, la version macOS est sortie le 23 juin 2015. Le 3 juillet, Square Enix a suspendu les ventes de la version macOS en raison de nombreux rapports de mauvaises performances techniques et a offert des remboursements à ceux qui l'ont acheté. Yoshida a observé que les problèmes de performances pouvaient être attribués aux difficultés de transposition du jeu des bibliothèques de rendu graphique DirectX propriétaires de Microsoft vers OpenGL ainsi qu'à une erreur administrative entraînant la publication de la mauvaise configuration minimale requise, toutes deux aggravées par le calendrier de travail chargé exigé par la sortie d'un pack d'extension. Après de nouvelles séries de tests et d'optimisations, les ventes de la version macOS ont repris le 23 février 2016. En novembre 2019, Phil Spencer a déclaré à la presse que Microsoft travaillait avec Square Enix pour porter le jeu sur Xbox One. Aucune annonce officielle n'a cependant été faite, le réalisateur Naoki Yoshida déclarant dans une interview d'octobre 2021 que les discussions sont « positives », mais toujours en cours, et que l'équipe attend le bon moment pour fournir une mise à jour à ce sujet. Dans la même interview, Yoshida a également confirmé à GameSpot que des discussions avec Nintendo étaient en cours afin de porter le jeu sur Nintendo Switch, faisant remarquer que l'ajout de la Xbox et de la Switch comme plates-formes prises en charge pour le jeu augmenterait son empreinte globale malgré sa base d'utilisateurs déjà active. Un portage du jeu pour Xbox Series X/S a été annoncé conjointement par Yoshida et Spencer en juillet 2023 lors du North American Fan Festival de cette année-là à Las Vegas, parallèlement au dévoilement de l'extension Final Fantasy XIV: Dawntrail. La version Xbox prendra en charge des temps de chargement plus rapides, le cross-play et la progression croisée avec les versions PlayStation et PC, tandis que la version Series X sera présentée en résolution 4K. Une bêta ouverte pour la version Xbox a eu lieu dans le cadre du patch 6.5x. La version Xbox Series X/S du jeu a été officiellement lancée le 21 mars 2024,.

### Patchs et extensions
L'équipe de développement planifie la sortie d'une mise à jour majeure environ tous les trois mois. Chacun de ces correctifs de contenu gratuit fait progresser scénario principal et apporte de nouveaux raids, fonctionnalités, défis et donjons. En plus des mises à jour gratuites régulières, le jeu propose des packs d'extension complets qui ajoutent de nouvelles zones, races, jobs et présentent un nouveau cycle de contenu. Depuis la sortie de ces extensions, le sous-titre original de A Realm Reborn fait désormais référence à la seule partie du jeu disponible au lancement, plutôt qu'à l'intégralité de Final Fantasy XIV. Le patch 5.3 de l'extension Shadowbringers modifie et rationalise la série de quêtes du scénario principal de A Realm Reborn, tandis que les patchs 6.1 et 6.2 de l'extension Endwalker apportent de nouvelles modifications aux quêtes principales de A Realm Reborn et Heavensward. Avec le patch 6.5x sorti au printemps 2024, Final Fantasy XIV devrait être lancé en version bêta pour Xbox Series X et S, avec un lancement complet prévu pour la prochaine extension Dawntrail à l'été 2024.
| Mise à jour | Titre                 | Date de sortie            | Notes |
| ----------- | --------------------- | ------------------------- | --- |
| PATCHS      |                       |                           | |
| 2.0         | A Realm Reborn        | 27 août 2013              | Alors que l'invasion garlemaldaise a été mise en déroute, le rugissement d'un primordial interrompt les célébrations de la victoire éorzéenne et le nouveau Guerrier de la Lumière part enquêter sur son origine. Il se retrouve nez à nez avec les trois primordiaux qu'il a déjà vaincus mais cette fois sous une forme encore plus puissante. Les Héritiers découvrent néanmoins que le rugissement provient d'une cavité située sous un castrum garlemaldais dans la Noscea. Ce complexe, surnommé le Labyrinthe de Bahamut, est constitué un fragment effondré de Dalamud qui va servir de cadre pour les raids les plus difficiles du jeu. Alisiae, sœur d'Alphinaud, accompagne le jour à travers le système de défense allagois du labyrinthe dans le but de découvrir le mystère qui plane encore sur le Septième Fléau. Ils découvrent alors que le rugissement a été émis par Bahamut lui-même, dont la carcasse se régénère lentement au fin fond du labyrinthe. |
| 2.1         | A Realm Awoken        | 16 décembre 2013          | La sortie du patch a été retardée d'un mois en raison de problèmes techniques. Les principales nouveautés introduites par ce patch sont la possibilité d'acheter un logement pour chaque compagnie libre, l'arène PvP de l'Antre des Loups et l'instance du Dédale antique, premier volet de la série de raids à 24 jours de la Tour de Cristal,. Cet édifice, qui a émergé du sol pendant le Septième Fléau, représente l'apothéose de l'avancée technologique et de la fierté allagoise. G'raha Tia, un érudit sharlayanais, mène une équipe d'aventuriers à travers le dédale situé au pied de la tour afin de découvrir un moyen d'y accéder. Nero tol Scaeva, qui est parvenu à fuir la destruction du Praetorium, les suit secrètement dans l'espoir de dérober le pouvoir renfermé dans la tour. |
| 2.2         | Through the Maelstrom | 27 mars 2014              | Ce patch introduit la nouvelle salve de raids des Méandres de Bahamut où le Guerrier de la Lumière et Alisaie font la rencontre de l'esprit de Nael van Darnus, qui avait été tuée par les héros de la 6e ère astrale au crépuscule du Fléau. On apprend que Bahamut l'avait subjuguée afin qu'elle accomplisse le projet Météore et libère le dragon de ses chaînes. Après avoir vaincu van Darnus, le groupe découvre que Louisoix lui-même a également fini par être subjugué par Bahamut et a la ferme intention de protéger le dragon afin de permettre sa restauration complète. Quant aux nouvelles fonctionnalités de ce patch, elles introduisent le jardinage, la possibilité de projeter des mirages sur son équipement et la saga des armes du Zodiaque, une série de quêtes pour renforcer la puissance des armes reliques. |
| 2.3         | Defensers of Eorzea   | 8 juillet 2014            | Les principales caractéristiques de ce patch sont l'introduction du Front - un champ de bataille PvP à grande échelle impliquant jusqu'à 72 joueurs -, de la chasse - la recherche de monstres notoires cachés dans le monde ouvert qui permet de remporter de l'argent et des matérias -, et la Tour de Syrcus, la deuxième étape des raids de la Tour de Cristal. Deux étrangers nommés Unéi et Doga proposent d'ouvrir eux-mêmes la porte scellée de la Tour de Syrcus. Nero intervient alors en leur expliquant que seuls les membres de la famille royale allagoise sont capables d'ouvrir la porte. Les deux individus sont alors contraints de révéler qu'ils sont en réalité des clones créés par des mages allagois dans le but d'arrêter Xande, l'empereur fou qui a été ressuscité en même temps que sa tour et qui souhaite sacrifier le monde au Néant dans sa quête d'immortalité. Les aventuriers parviennent jusqu'à Xande et le vainquent après être déjà venus à bout d'Amon, un érudit allagois, mais le Nuage de Ténèbres refuse d'annuler son pacte et entraîne Unéi, Doga et Nero dans son domaine alors que la Porte du Néant continue de s'élargir et menace d'engloutir la tour. |
| 2.4         | Dreams of Ice         | 28 octobre 2014           | Dans ce patch, Alphinaud se joint à Alisaie et au joueur pour les derniers raids de l'Abîme de Bahamut où ils vont devoir affronter le dragon primordial ainsi que son esclave subjugué Louisoix. Ce dernier révèle au joueur et à ses petits-enfants que les prières du peuple éorzéen pendant le Fléau l'ont transformé en Phénix et qu'il a porté un assaut fatal ayant entraîné sa propre mort ainsi que celle de Bahamut. Craignant que les Éorzéens ne l'idolâtrent afin d'invoquer le Phénix, Louisoix a jeté un ultime sort afin d'effacer les souvenirs de tous les témoins de sa transformation avant de succomber. Il semblerait toutefois que Bahamut n'ait été que neutralisé par l'attaque et qu'il ait capturé l'esprit du sage afin de se régénérer à l'aide de ses pouvoirs. Une fois Bahamut vaincu par le joueur, les jumeaux Leveilleur décident de garder éternellement le secret du Fléau conformément à la volonté de leur défunt grand-père qui ne souhaitait pas voir Phénix être invoqué comme une arme. Outre les raids, ce patch introduit la classe de surineur et le job de ninja.                                                                                          |
| 2.5         | Before the Fall       | 20 janvier / 31 mars 2015 | Sorti en deux parties, le patch « Before the Fall » conclut l'intrigue de A Realm Reborn et enchaîne avec celle de Heavensward. La première moitié du patch introduit un nouveau défi contre Odin ainsi que le raid final de la Tour de Cristal. Cid conçoit un portail qui transporte G'raha Tia et le groupe d'aventuriers dans le Monde des Ténèbres pour confronter le Nuage. Unéi et Doga révèlent alors que G'raha est l'unique descendant survivant de la lignée royale allagoise et donc à posséder le pouvoir de briser le pacte de Xande. Les clones se sacrifient ensuite pour permettre au groupe et à Nero de s'échapper du Néant. G'raha, qui peut désormais contrôler la Tour de Cristal, décide de s'enfermer à l'intérieur jusqu'à ce que l'humanité ait confiance en son pouvoir. Un micro-patch entre les deux sorties introduit le Gold Saucer des Manderville, un parc à thème consacré au jeu de cartes Triple Triade, aux courses de chocobo ainsi qu'à d'autres mini-jeux. La deuxième partie du patch contient les quêtes qui concluent l'histoire. |
| EXTENSIONS  |                       |                           | |
| 3.0         | Heavensward           | 23 juin 2015              | La première extension du jeu, Heavensward, ajoute un contenu dont la longueur est comparable à celle du jeu de base. Les principales innovations sont l'augmentation du niveau maximum jusqu'à 60, l'introduction de nouvelles zones où le joueur a désormais la possibilité de voler ainsi que trois nouveaux jobs : chevalier noir, astromancien et machiniste. La quête principale met en scène le joueur entrant dans Ishgard, cité pourtant fermée aux étrangers et impliquée dans la Guerre du Chant des Dragons, un conflit millénaire opposant Ishgard à la horde de dragons menée par Nidhogg. L'extension présente également tout une gamme de nouveaux donjons et raids ainsi que de nouveaux modes PvP et une nouvelle race jouable. Sa sortie coïncide avec celle du lancement du jeu sur macOS. |
| 4.0         | Stormblood            | 20 juin 2017              | La deuxième extension du jeu, Stormblood, est consacrée à la libération des cités-États d'Ala Mhigo et de Doma alors sous le joug de l'Empire garlemaldais. Les nouvelles fonctionnalités incluent l'augmentation du niveau maximal jusqu'à 70, de nouveaux donjons et raids (dont un ensemble reprenant l'univers d'Ivalice), de nouvelles zones avec un gameplay de nage et de plongée, quelques changements majeurs dans le système de combat et trois nouveaux jobs : mage rouge, samouraï et mage bleu. L'extension a expérimenté un gameplay émulant des arènes de bataille en ligne multijoueur (MOBA) et des raids de très haute difficulté (« Ultimate »). La sortie de Stormblood marque la fin du support de FFXIV sur la PlayStation 3. |
| 5.0         | Shadowbringers        | 2 juillet 2019            | La troisième extension du jeu, Shadowbringers, emmène les joueurs dans une autre dimension, le Premier Reflet. Ici, le héros sera chargé de restaurer les ténèbres dans un monde inondé de lumière en endossant le rôle de Guerrier des Ténèbres. Les nouvelles fonctionnalités incluent l'augmentation du niveau maximal jusqu'à 80, de nouveaux donjons et raids (dont un ensemble ayant pour thème NieR: Automata), de nouvelles zones, deux nouveaux jobs - pistosabreur et danseur -, et de nouveaux changements majeurs dans le système de combat. Cette extension inaugure deux nouvelles races jouables : les Viéras, qui étaient déjà apparus en tant que PNJ dans les raids d'Ivalice, et les Hrothgars, inspirés des Ronso de Final Fantasy X. Pour faciliter les améliorations graphiques, la prise en charge active des systèmes d'exploitation Windows 32 bits et des bibliothèques de rendu DirectX 9 a pris fin avec Shadowbringers. |
| 6.0         | Endwalker             | 7 décembre 2021           | La sortie de la quatrième extension a été repoussée à l'hiver 2021-2022 en raison de la pandémie de COVID-19. Son intrigue conclut l'arc Hydaelyn-Zordiarche. Les joueurs s'y rendent dans la nation proche-orientale de Radz-at-Han, la cité isolée de la Vieille Sharlayan et s'aventurent même jusqu'au cœur de l'Empire de Garlemald. Le niveau maximal est augmenté à 90 tandis que deux nouveaux jobs sont introduits : le sage, un soigneur qui manipule des outils éthérés appelés noulithes ; et le faucheur, un DPS au corps à corps qui manie la faux et peut invoquer une entité du néant pour l'assister au combat. Les viéras mâles deviennent jouables. |
| 7.0         | Dawntrail             | 2 juillet 2024            | La cinquième extension est lancée à l'été 2024. À la suite de la conclusion de l'arc Hydaelyn-Zordiarche, Dawntrail introduit une nouvelle histoire emmenant les joueurs aussi loin que le continent occidental de Tural, communément désigné comme le Nouveau Monde. Deux nouveaux jobs font leur apparition : le rôdeur vipère, un DPS au corps à corps qui manie deux épées au combat ; et le pictomancien, un DPS magique à distance qui combat à l'aide d'un pinceau et d'un chevalet. Le niveau maximal atteint 100. "Beastmaster" doit également être ajouté dans le cycle de patchs de l'extension en tant que second « job limité ». Alors qu'il s'agissait auparavant d'une race réservée aux hommes introduite dans Shadowbringers, la nouvelle extension introduit des Hrothgars féminines. Dawntrail voit également les visuels du jeu être mis à niveau et est la première extension à être lancée sur les consoles Xbox Series X et S (où le jeu est disponible depuis mars 2024). |

### Musique
Masayoshi Soken a composé la majorité de la bande-son du jeu, aussi bien des reprises de musiques traditionnelles de Final Fantasy que des thèmes originaux. La bande-son du jeu est extrêmement longue et la majeure partie des zones possède à la fois un thème de jour et un thème de nuit. Pour le redémarrage de A Realm Reborn, Soken a été chargé de composer et de compiler de nombreuses chansons originales et remixées, en plus de ses fonctions de directeur du son. Les autres pistes qui n'ont pas été composées par Soken sont pour la plupart des musiques issues du jeu original et sont l'œuvre de Nobuo Uematsu, Tsuyoshi Sekito ou Naoshi Mizuta. Yoshida aurait commandé à Soken de « donner quelque chose de simple que tout le monde pourrait identifier comme étant du Final Fantasy avec un son orchestral expressif et facile à comprendre ». En raison d'un calendrier de développement abrégé, Soken s'est principalement concentré sur la création de la bande-son pendant que son équipe travaillait sur les différents effets sonores du jeu. L'équipe a eu moins d'un an pour la production sonore. La plupart des pistes avaient des directives spécifiques ou provenaient des demandes de l'équipe de développement, bien que Soken ait été autorisé à « faire ce qu'il voulait » pour le thème du combat de Titan, dont les paroles ont dû être modifiées car étant trop blasphématoires. Soken a parfois également chanté dans les thèmes du jeu, notamment celui du combat contre Léviathan. En recomposant d'anciennes musiques de la licence Final Fantasy, la musique de Soken a également permis d'agir comme un transmetteur d'émotions nostalgiques, permettant à la musique de créer une connexion plus profonde avec le jeu.
Final Fantasy XIV: A Realm Reborn Original Soundtrack est une collection de musiques du jeu comprenant à la fois les pistes de lancement et celles du patch 2.1, « A Realm Awoken ». Elle est sortie le 21 mars 2014 sur disque Blu-ray et comprend 119 pistes accompagnées de vidéos de gameplay. Emily McMillan de Video Game Music Online a qualifié la bande-son de « partition vraiment fantastique » et a déclaré qu'elle était supérieure à la musique de la version originale du jeu. Elle a estimé qu'il s'agissait d'une excellente fusion du style musical traditionnel de Final Fantasy avec une partition orchestrale moderne. Mike Salbato de RPGFan a également fait l'éloge de l'album, affirmant qu'il s'agissait de son album préféré de 2014 et qu'il « ne peut pas recommander suffisamment la bande-son de A Realm Reborn ». Final Fantasy XIV: A Realm Reborn Original Soundtrack a atteint le top #10 dans les classements des albums japonais Oricon pour sa semaine de sortie et est resté en tête dans les classements pendant huit semaines.
En plus des commentaires sur l'album, les critiques du jeu ont fait l'éloge de la partition musicale. Mike Fahey de Kotaku a déclaré que la musique était « merveilleuse, complexe et satisfaisante ». Il s'arrêtait souvent en plein combat pour supprimer les effets sonores d'ambiance et d'interface afin de mieux entendre la musique. Adam Harshberger de GamesRadar l'a qualifié de « remarquable même parmi l'héritage historique de Final Fantasy ». La bande-son a remporté les Annual Game Music Awards 2013 de Video Game Music Online dans la catégorie Est. En 2017, le Guinness World Records a décerné à Final Fantasy XIV le prix du plus grand nombre de morceaux de musique originaux dans un jeu vidéo, soit près de 400.

## Réception
Contrairement à la version originale du jeu, Final Fantasy XIV a reçu un accueil globalement positif et des chiffres de vente solides. À sa sortie, la presse et les joueurs ont été surpris par la qualité du jeu et son niveau de finition. Charles Onyett d'IGN a cité de nombreuses améliorations spécifiques par rapport aux aspects du jeu initial et a reconnu qu'« il semble que Square ait fait les bonnes choses pour corriger les nombreuses erreurs commises dans la conception originale de Final Fantasy XIV ». Après une présentation impressionnante à la Gamescom 2012, il a remporté le prix du choix de la communauté de la Gamescom de Destructoid. La rédaction a observé « les changements considérables apportés au moteur, au HUD et au système de combat, le transformant en un jeu bien loin du jeu qui a déçu tant de monde ». Cependant, Jonathan Toyad de GameSpot s'est montré moins enthousiaste à propos du jeu, louant les changements mais commentant que de nombreuses fonctionnalités sembleraient trop familières aux joueurs de MMORPG modernes.
Le sentiment général exprimé par de nombreux critiques était que le jeu refait exécutait admirablement les fonctionnalités traditionnelles des MMORPG et réussissait à remédier aux échecs de la version originale. Pour Kevin Van Ord de GameSpot, cette mise en œuvre inébranlable des fondamentaux du genre était sa plus grande critique : « il ne saute pas par-dessus les épaules des jeux qui l'ont précédé ». Cependant, il a rapidement salué la qualité de l'écriture du jeu, une caractéristique soulignée par un certain nombre d'autres critiques,. Pete Davison d'USgamer était particulièrement épris de l'histoire et a salué la réactivité des personnages non-joueurs aux actions du joueur comme une méthode efficace de worldbuilding. De nombreux critiques ont notamment apprécié la possibilité de jouer avec plusieurs classes sur un seul personnage, une fonctionnalité héritée de la version originale. Davison a fait remarquer que les différentes mécaniques de chaque classe leur donnaient un sentiment de spécificité dans leurs styles de jeu.
Les versions consoles du jeu ont été remarquées pour leur ensemble de fonctionnalités robustes qui les ont placées au même niveau que la version PC. Phil Kollar de Polygon a salué l'implémentation du jeu à la manette, le qualifiant de « plus grand cadeau de Final Fantasy XIV au genre MMORPG ». Alors que la version PlayStation 3 souffrait de problèmes mineurs de fréquence d'images et de temps de chargement ainsi que d'une fidélité graphique réduite, les critiques ont observé que tous ces problèmes ont été éliminés dans la version PlayStation 4, créant une parité avec la version PC. Kollar et Leif Johnson d'IGN ont également constaté que le jeu fonctionnait admirablement sur PlayStation Vita via Remote Play avec seulement un léger décalage.
Dans l'ensemble, les critiques étaient satisfaites des améliorations progressives de A Realm Reborn. Adam Harshberger de GamesRadar le compara à un « dîner avec le plat préféré de tout le monde », pardonnant le manque d'innovation. Van Ord compara le jeu au « vieux monde » des MMORPG, sûr et familier. Johnson et Davison virent tous deux la nouvelle version comme une base solide pour le contenu futur qui sera ajouté dans les patchs et les extensions. Pour Kollar, c'était un retour à la forme, « le premier jeu Final Fantasy depuis des années à capturer l'énergie et la joie qui m'ont fait tomber amoureux de la série ». Motoki Shinohara de Famitsu conclut : « Je suis vraiment content d'être de retour chez moi en Éorzéa ».
Final Fantasy XIV: A Realm Reborn a été bien classé parmi de nombreuses listes de « Jeu de l'année » dans la presse passionnée. Il a été nommé meilleur MMO de l'année par Game Informer, ZAM et Massively de Joystiq.,, AbleGamers l'a honoré comme le jeu grand public le plus accessible de l'année pour 2013. RPGFan l'a nommé non seulement meilleur MMO de 2013, mais aussi jeu de l'année. Les joueurs ont décerné au jeu le prix du choix des lecteurs à la fois à ZAM et à Game Informer,. Lors des cérémonies de remise de prix de l'industrie, A Realm Reborn a remporté le prix spécial aux PlayStation Awards 2013 et le prix d'excellence aux Japan Game Awards 2014 de la CESA.
Stormblood a remporté le prix du « Meilleur MMO » aux Best of 2017 Awards de Game Informer tandis qu'il est arrivé en deuxième place dans la même catégorie dans leurs Reader's Choice Best of 2017 Awards. Le jeu a également été nommé pour le prix « Still Playing » aux Golden Joystick Awards 2017 et 2018,,, et pour la « Meilleure extension » aux Game of the Year Awards 2017 de PC Gamer. Le jeu lui-même a également été nommé pour le « Meilleur jeu en cours » aux Game Critics Awards 2019 et pour la même catégorie avec le « Meilleur support communautaire » et le « Meilleur RPG » aux Game Awards 2019.
Shadowbringers a été nommé pour la « Meilleure extension de jeu » et le « Jeu PlayStation de l'année » aux Golden Joystick Awards 2019 pour le « Jeu de rôle de l'année » aux 23e DICE Awards annuels et pour le « Jeu évolutif » aux 16e British Academy Games Awards, et a remporté le prix de « l'excellence en multijoueur » aux SXSW Gaming Awards 2020 ainsi que le prix du « Meilleur jeu en ligne » aux Famitsu Game Awards 2019.
Endwalker a été nommé pour le « Jeu en ligne de l'année » et a remporté le prix du « Jeu de rôle de l'année » lors de la 25e édition des DICE Awards ; il a ensuite remporté le prix du « Jeu en ligne de l'année » lors de la cérémonie de remise des prix de l'année suivante . Il a également remporté le prix de l'« Excellence narrative », de l'« Excellence de la musique originale » et du « Jeu vidéo de l'année » aux SXSW Gaming Awards 2022. Il a remporté le prix du jeu évolutif lors de la 19e édition des British Academy Games Awards et a été nommé pour le même prix lors de la 20e édition des British Academy Games Awards de l'année suivante,.

### Ventes et abonnements
À la fin de la première semaine de sortie, la version PlayStation 3 du jeu s'est classée deuxième dans les classements des ventes au Japon, avec 184 000 exemplaires physiques vendus. Fin octobre 2013, le jeu comptait un million et demi de joueurs inscrits. C'était le 16e jeu PC le plus vendu de l'année 2013 aux États-Unis. Au Japon, la version PlayStation 3 était classée 32e en termes de ventes, avec 244 574 exemplaires vendus au détail. Après une année fiscale 2013 extrêmement mauvaise, les dirigeants de Square Enix ont salué les ventes et les abonnements du jeu pour leur rôle dans le retour de l'entreprise à la rentabilité en 2014. Yoshida a souligné à plusieurs reprises que le succès robuste de A Realm Reborn était dû à son modèle d'abonnement mensuel traditionnel. Il considère le modèle free-to-play comme une source de revenus peu fiable, fondée sur la dévotion de nombreuses ressources de développement à des consommables mensuels ou à des articles cosmétiques afin de maintenir la rentabilité, laissant peu de temps pour un contenu d'histoire et de combat de meilleure qualité. Il a également révélé que plus de 80 % des joueurs sont satisfaits du modèle d'abonnement et a théorisé que cela est dû à la confiance des joueurs dans un flux constant de contenu de qualité en raison de leur abonnement,. Avec le modèle traditionnel, la base de joueurs augmente au fil du temps à mesure que les gens voient le jeu se développer, contrairement à un jeu free-to-play qui peut se vanter d'une énorme base de joueurs initiale qui change considérablement en taille et en revenus d'un mois à l'autre. Yoshida n'a pas l'intention de passer à un modèle free-to-play dans un avenir proche.
Le jeu comptait plus de 14 millions de joueurs inscrits en août 2018, chiffre qui est passé à plus de 22 millions en avril 2021. À l'approche de la sortie de la quatrième extension Endwalker, Square Enix a révélé que le nombre de joueurs inscrits avait atteint plus de 24 millions et que Final Fantasy XIV lui-même était désormais le jeu de la série Final Fantasy le plus rentable à ce jour. Le nombre total de joueurs inscrits est passé à 30 millions en janvier 2024, six mois avant la cinquième extension du jeu, Dawntrail.
Au Japon, Shadowbringers s'est vendu à environ 22 260 exemplaires physiques pour la PS4 au cours de sa semaine de lancement en juillet 2019.

## Spins-off
Une mini-série liée au jeu, intitulée Final Fantasy XIV: Dad of Light, est sortie en 2017. Un manga crossover avec Saki, intitulé Saki & Final Fantasy XIV, est apparu en janvier 2021 au Japon. Une autre série de mangas, Final Fantasy XIV: Eorzea Academy, est sortie en décembre 2021.

#### Ressources externes
1. ↑  (en) Matt Kim, « Final Fantasy 14 Surpasses 24 Million Players, Becomes Most Profitable Final Fantasy Game In the Series », sur IGN, 13 octobre 2021 (consulté le 5 juillet 2024)
2. ↑  « Letter from the Producer LIVE Part III & Q&A Summary (09/27/2012) », sur forum.square-enix.com (consulté le 5 juillet 2024)
3. ↑  « Data Centers/World Locations Info from the LIVE Letter », sur forum.square-enix.com (consulté le 5 juillet 2024)
4. ↑  (en) « Final Fantasy XIV Wants To Be the Standard for MMORPG Console Gaming », sur Kotaku, 10 octobre 2012 (consulté le 5 juillet 2024)
5. 1 2  « FINAL FANTASY XIV, The Lodestone », sur web.archive.org, 15 janvier 2015 (consulté le 5 juillet 2024)
6. ↑  « RPGamer > Feature > Final Fantasy XIV: A Realm Reborn Interview with Naoki Yoshida », sur web.archive.org, 2 avril 2015 (consulté le 5 juillet 2024)
7. ↑  « Letter from the Producer LIVE Part IV & Q&A Summary », sur forum.square-enix.com (consulté le 5 juillet 2024)
8. ↑  (en-US) SQUARE ENIX Inc, « Patch 2.1 Notes (12/14/2013) », sur FINAL FANTASY XIV, The Lodestone (consulté le 5 juillet 2024)
9. ↑  (en-US) « The Mog Log: Final Fantasy XIV's year in review », sur Engadget, 5 janvier 2015 (consulté le 5 juillet 2024)
10. ↑  (en-US) SQUARE ENIX Inc, « Enter the Wolves' Den (12/14/2013) », sur FINAL FANTASY XIV, The Lodestone (consulté le 5 juillet 2024)
11. ↑  (en-US) SQUARE ENIX Inc, « Frontline Preview (06/16/2014) », sur FINAL FANTASY XIV, The Lodestone (consulté le 5 juillet 2024)
12. ↑  (en-US) « Game Manual | FINAL FANTASY XIV, The Lodestone », sur Game Manual | FINAL FANTASY XIV, The Lodestone (consulté le 5 juillet 2024)
13. ↑  (en-US) « The Mog Log: Why aren't there more tanks in Final Fantasy XIV? », sur Engadget, 28 avril 2014 (consulté le 5 juillet 2024)
14. ↑  (en-US) Siliconera Staff, « Final Fantasy XIV: A Realm Reborn Brings Back Limit Breaks », sur Siliconera, 17 août 2012 (consulté le 5 juillet 2024)
15. ↑  (en-US) SQUARE ENIX Inc, « FINAL FANTASY XIV: A Realm Reborn », sur FINAL FANTASY XIV (consulté le 5 juillet 2024)
16. ↑  (en-GB) SQUARE ENIX Ltd, « FINAL FANTASY XIV: A Realm Reborn », sur FINAL FANTASY XIV (consulté le 5 juillet 2024)
17. ↑  « The Mog Log: Parties and roles in Final Fantasy XIV | Massively », sur web.archive.org, 29 janvier 2015 (consulté le 5 juillet 2024)
18. ↑  « [patch1.19] Patch 1.19 Notes », sur forum.square-enix.com (consulté le 5 juillet 2024)
19. ↑  « Letter from the Producer LIVE Part VI Q&A Summary (04/17/2013) », sur forum.square-enix.com (consulté le 5 juillet 2024)
20. 1 2 3 4 5  (en-US) SQUARE ENIX Inc, « FINAL FANTASY XIV: A Realm Reborn », sur FINAL FANTASY XIV (consulté le 5 juillet 2024)
21. ↑  « The Mog Log: The story so far (and yet to come) in Final Fantasy XIV | Massively », sur web.archive.org, 9 décembre 2012 (consulté le 5 juillet 2024)
22. ↑  (en-US) SQUARE ENIX Inc, « Grand Companies », sur FINAL FANTASY XIV, The Lodestone (consulté le 5 juillet 2024)
23. ↑  (en-US) Siliconera Staff, « Y'shtola From Final Fantasy XIV And FFX-2 Yuna Are In The New Theatrhythm Game », sur Siliconera, 16 décembre 2013 (consulté le 5 juillet 2024)
24. ↑  (en-US) Sato, « Y’shtola Bursts Out With A Barrage Of Spells In Dissidia Final Fantasy », sur Siliconera, 12 avril 2015 (consulté le 5 juillet 2024)
25. ↑  (en-US) « Final Fantasy XIV Online Trailer Impressions », sur GameSpot (consulté le 5 juillet 2024)
26. ↑  (en) Jeremy Dunham, « E3 2009: Final Fantasy XIV - What We Know », sur IGN, 4 juin 2009 (consulté le 5 juillet 2024)
27. ↑  (en) « Final Fantasy XIV Beta Is No Go », sur Kotaku, 31 août 2010 (consulté le 5 juillet 2024)
28. ↑  (en) « Final Fantasy XIV Online critic reviews », sur www.metacritic.com (consulté le 5 juillet 2024)
29. ↑  « FINAL FANTASY XIV, The Lodestone », sur web.archive.org, 6 novembre 2014 (consulté le 5 juillet 2024)
30. ↑  (en) « New Final Fantasy XIV Director Talks About What Went Wrong With The Original », sur Kotaku, 26 novembre 2012 (consulté le 5 juillet 2024)
31. ↑  (ja) « 『ファイナルファンタジーXIV』新プロデューサー兼ディレクターに直撃インタビュー - ファミ通.com », sur m.famitsu.com (consulté le 5 juillet 2024)
32. ↑  (en-US) Kevin Gifford, « The death and rebirth of Final Fantasy 14 », sur Polygon, 21 novembre 2012 (consulté le 5 juillet 2024)
33. ↑  « FINAL FANTASY XIV, The Lodestone », sur web.archive.org, 13 mars 2013 (consulté le 5 juillet 2024)
34. ↑  « [patch1.18] Patch 1.18 Notes », sur forum.square-enix.com (consulté le 5 juillet 2024)
35. ↑  « FINAL FANTASY XIV, The Lodestone », sur web.archive.org, 30 juin 2013 (consulté le 5 juillet 2024)
36. ↑  « Square Enix CEO: Final Fantasy XIV Damaged FF Brand -- Andriasang.com », sur web.archive.org, 11 octobre 2011 (consulté le 5 juillet 2024)
37. ↑  « Final Fantasy XIV version 2.0 revealed, coming to PS3 in 2012 - CVG US », sur web.archive.org, 17 décembre 2014 (consulté le 5 juillet 2024)
38. ↑  « FINAL FANTASY XIV, The Lodestone », sur web.archive.org, 14 janvier 2012 (consulté le 5 juillet 2024)
39. ↑  « FINAL FANTASY XIV, The Lodestone », sur web.archive.org, 25 mars 2015 (consulté le 5 juillet 2024)
40. ↑  « Letter from the Producer, XXVII (04/20/2012) », sur forum.square-enix.com (consulté le 5 juillet 2024)
41. ↑  « Final Fantasy XIV: A Realm Reborn Developer Interview | RPG Site », sur web.archive.org, 3 septembre 2012 (consulté le 5 juillet 2024)
42. ↑  (en) Jim Reilly, « Final Fantasy XIV: A Realm Reborn Announced », sur Game Informer (consulté le 5 juillet 2024)
43. ↑  « Final Fantasy XIV plans grand finale for the current game | Massively », sur web.archive.org, 9 février 2013 (consulté le 5 juillet 2024)
44. ↑   [vidéo] « FINAL FANTASY XIV: A Realm Reborn - End of an Era », FINAL FANTASY XIV, 11 novembre 2012, 5:54 min (consulté le 5 juillet 2024)
45. ↑  (en) Kyle Hilliard, « Final Fantasy XIV End Of An Era Video Marks The Temporary End », sur Game Informer (consulté le 5 juillet 2024)
46. ↑  « Behind the Realm Reborn », sur www.gdcvault.com (consulté le 5 juillet 2024)
47. ↑  (en-US) Philip Kollar, « Final Fantasy 14 killed by Square Enix’s stubbornness, reborn by a new approach », sur Polygon, 20 mars 2014 (consulté le 5 juillet 2024)
48. ↑  (en-US) Matt Hawkins, « The Difference Between Designing Final Fantasy XIV And Dragon Quest X », sur Siliconera, 7 septembre 2013 (consulté le 5 juillet 2024)
49. ↑  « Final Fantasy XIV's Naoki Yoshida on Accessibility, Fandom, and Spending Nearly Two Years Perfecting UI | USgamer », sur web.archive.org, 24 février 2016 (consulté le 5 juillet 2024)
50. ↑  SQUARE ENIX CO LTD, « A Look Back at Five Years of FFXIV, Part 1: A Realm Reborn | TOPICS », sur FINAL FANTASY PORTAL SITE | SQUARE ENIX (consulté le 5 juillet 2024)
51. ↑  « Gamasutra - Fixing Final Fantasy XIV: The Yoshida Interview », sur web.archive.org, 31 janvier 2015 (consulté le 5 juillet 2024)
52. ↑  « Gamasutra - Understanding the successful relaunch of Final Fantasy XIV », sur web.archive.org, 1er janvier 2016 (consulté le 5 juillet 2024)
53. ↑  (en-US) Siliconera Staff, « Final Fantasy XIV's Rebirth Delayed Development Of Other Square Enix Games », sur Siliconera, 11 décembre 2012 (consulté le 5 juillet 2024)
54. ↑  (en) Luke Karmali, « Final Fantasy XIV: A Realm Reborn Release Date », sur IGN, 23 mai 2013 (consulté le 5 juillet 2024)
55. ↑  (en-US) « WORLD UNBOXING CHAMPION », sur FINAL FANTASY XIV: Official Blog (consulté le 5 juillet 2024)
56. ↑  (en) « Early Final Fantasy XIV Launch Goes (Surprise!) Badly », sur Kotaku, 26 août 2013 (consulté le 5 juillet 2024)
57. ↑  (en-US) « PAX Prime 2013: Final Fantasy XIV's presentation apologizes for a 'rocky' launch », sur Engadget, 1er septembre 2013 (consulté le 5 juillet 2024)
58. ↑  (en) Luke Karmali, « Square Enix Announces Final Fantasy XIV Compensation », sur IGN, 3 septembre 2013 (consulté le 5 juillet 2024)
59. ↑  (en-US) Emily Gera, « Final Fantasy 14: A Realm Reborn is now available on Steam at 50 percent off », sur Polygon, 18 février 2014 (consulté le 5 juillet 2024)
60. ↑  (en-US) « Gaming and Video Game News & Reviews », sur Engadget (consulté le 5 juillet 2024)
61. ↑  (en-US) Alexa Ray Corriea, « Here's how to transfer Final Fantasy 14: A Realm Reborn from PS3 to PS4 », sur Polygon, 25 février 2014 (consulté le 5 juillet 2024)
62. ↑  (en-US) « Free Trial Period For Final Fantasy XIV: A Realm Reborn Available From Today », sur GameSpot (consulté le 5 juillet 2024)
63. ↑  (en-US) « Final Fantasy XIV Free Trial No Longer Time-Restricted », sur PlayStation.Blog, 28 mars 2017 (consulté le 5 juillet 2024)
64. ↑  (en) Sayem Ahmed Contributor, « Final Fantasy 14's big 5.3 patch opens up the path to new players », sur Eurogamer.net, 22 juillet 2020 (consulté le 5 juillet 2024)
65. ↑  (en-US) « FFXIV Arrives in China », sur FINAL FANTASY XIV: Official Blog (consulté le 5 juillet 2024)
66. ↑  « FFXIV Chinese Servers Uses Pay-Per-Hour Subscription Model: $0.1 per Hour - Final Fantasy XIV: A Realm Reborn - news - 2P.com », sur web.archive.org, 3 décembre 2014 (consulté le 5 juillet 2024)
67. ↑  (en-US) Eugene, « Final Fantasy XIV: A Realm Reborn Is Headed To Korea », sur Siliconera, 16 septembre 2014 (consulté le 5 juillet 2024)
68. ↑  (en-US) « Final Fantasy XIV - Korean server bracing for official launch this week », sur MMO Culture, 12 août 2015 (consulté le 5 juillet 2024)
69. ↑  (en-US) Sato, « Final Fantasy XIV: A Realm Reborn To Launch In South Korea This Month », sur Siliconera, 13 août 2015 (consulté le 5 juillet 2024)
70. ↑  (en-US) « What’s next for Final Fantasy XIV after Stormblood? », sur PCGamesN, 15 septembre 2017 (consulté le 5 juillet 2024)
71. ↑  (en-US) Philip Kollar, « Final Fantasy 14: Heavensward expansion pack will be released on June 23, early access for pre-orders », sur Polygon, 7 mars 2015 (consulté le 5 juillet 2024)
72. ↑  (en-US) « Square Enix Pulls Final Fantasy XIV: A Realm Reborn Mac Version, Offers Refunds », sur GameSpot (consulté le 5 juillet 2024)
73. ↑  (en-US) SQUARE ENIX Inc, « The state of the FFXIV Mac version, and our plans for the future », sur FINAL FANTASY XIV, The Lodestone (consulté le 5 juillet 2024)
74. ↑  (en-US) SQUARE ENIX Inc, « Regarding the Resumption of Sales and Discontinuation of Refunds for the Mac Version », sur FINAL FANTASY XIV, The Lodestone (consulté le 5 juillet 2024)
75. ↑  (en-US) « Final Fantasy 14 Is Coming To Xbox One, At Long Last », sur GameSpot (consulté le 5 juillet 2024)
76. ↑  (en) « Yoshida "positive" about Final Fantasy 14 coming to Xbox », Eurogamer.net,‎ 18 octobre 2021 (lire en ligne, consulté le 5 juillet 2024)
77. ↑  (en-US) « Final Fantasy XIV Online Boss Talks Potential Xbox, Nintendo Versions; Free-To-Play Switch Not Happening », sur GameSpot (consulté le 5 juillet 2024)
78. ↑  (en-US) « Final Fantasy XIV: Dawntrail expansion and Xbox Series version announced », sur Gematsu, 28 juillet 2023 (consulté le 5 juillet 2024)
79. ↑  (en-US) Mike Nelson, Xbox Wire Editor, « Final Fantasy XIV Online is Coming to Xbox Series X|S in Spring 2024 », sur Xbox Wire, 28 juillet 2023 (consulté le 5 juillet 2024)
80. ↑  (en) Joseph C. Lin, « This Man Resurrected One of the Most Beloved Games Ever », sur TIME, 14 avril 2015 (consulté le 5 juillet 2024)
81. ↑  (en-US) Sato, « Final Fantasy XIV Patch 5.3 Will Revamp Quests and Finally Bring in Flying Mounts to A Realm Reborn Areas », sur Siliconera, 24 avril 2020 (consulté le 5 juillet 2024)
82. ↑  (en) Rebekah Valentine, « Final Fantasy 14 Announced for Xbox With 4K Support, Open Beta Confirmed », sur IGN, 28 juillet 2023 (consulté le 5 juillet 2024)
83. ↑  « How Final Fantasy XIV Cost Me a Good Night's Sleep | USgamer », sur web.archive.org, 7 octobre 2016 (consulté le 5 juillet 2024)
84. ↑  « Concerns about Content Patch 2.1 - Page 20 », sur forum.square-enix.com (consulté le 5 juillet 2024)
85. ↑  (en-US) Dave Tach, « Final Fantasy 14: A Realm Reborn to get 'major update' every three months », sur Polygon, 26 août 2013 (consulté le 5 juillet 2024)
86. ↑  (en-US) Alexa Ray Corriea, « Final Fantasy 14: A Realm Reborn getting PvP and player housing Dec. 17 », sur Polygon, 6 décembre 2013 (consulté le 5 juillet 2024)
87. ↑  « Final Fantasy XIV Patch 2.2 Coming March 27, Full Details Here | USgamer », sur web.archive.org, 14 septembre 2016 (consulté le 5 juillet 2024)
88. ↑  (en-US) « Final Fantasy XIV 2.3: Defenders of Eorzea update out today », sur PlayStation.Blog, 8 juillet 2014 (consulté le 5 juillet 2024)
89. ↑  (en) Tom Sykes published, « Final Fantasy XIV patch 2.4 arrives today », PC Gamer,‎ 28 octobre 2014 (lire en ligne, consulté le 5 juillet 2024)
90. ↑  (en-US) « Final Fantasy XIV Patch 2.5 “Before the Fall” Now Live », sur PlayStation.Blog, 20 janvier 2015 (consulté le 5 juillet 2024)
91. ↑  (en) « Final Fantasy XIV's First Expansion Arrives In June », sur Kotaku, 7 mars 2015 (consulté le 5 juillet 2024)
92. ↑  (en-US) « Nier Automata Content In FFXIV Shadowbringers Will Be Huge », sur GameSpot (consulté le 5 juillet 2024)
93. ↑  (en-US) SQUARE ENIX Inc, « Regarding the End of Windows® 32-bit OS and DirectX 9 Support », sur FINAL FANTASY XIV, The Lodestone (consulté le 5 juillet 2024)
94. ↑  (en-US) « Final Fantasy XIV -A Realm Reborn- Original Soundtrack », sur VGMO -Video Game Music Online-, 13 avril 2014 (consulté le 5 juillet 2024)
95. ↑  (en) Erren Van Duine, « Final Fantasy XIV: A Realm Reborn Developer Interview | RPG Site », sur www.rpgsite.net (consulté le 5 juillet 2024)
96. ↑  (en-US) « Lyrics of the Whorl », sur FINAL FANTASY XIV: Official Blog (consulté le 5 juillet 2024)
97. ↑  (en) Ruth Barratt-Peacock et Sophia Staite, « Nostalgic transmediation: A not-so-final fantasy? Ichigo’s Sheet Music online platform as an object network of creative practice », Australasian Journal of Popular Culture, vol. 9, no Popular Culture and Nostalgia,‎ 1er septembre 2020, p. 179–193 (ISSN 2045-5852 et 2045-5860, DOI 10.1386/ajpc_00026_1, lire en ligne, consulté le 5 juillet 2024)
98. ↑  « What's Next for Final Fantasy XIV: A Realm Reborn? | USgamer », sur web.archive.org, 19 avril 2014 (consulté le 5 juillet 2024)
99. ↑  (en-US) « Beats by Soken », sur FINAL FANTASY XIV: Official Blog (consulté le 5 juillet 2024)
100. ↑  (en-US) « Final Fantasy XIV -A Realm Reborn- Original Soundtrack », sur VGMO -Video Game Music Online-, 23 septembre 2014 (consulté le 5 juillet 2024)
101. ↑  « A REALM REBORN:FINAL FANTASY XIV Original Soundtrack【映像付サントラ/Blu-ray Disc Music】 | ゲーム・ミュージック », sur ORICON NEWS (consulté le 5 juillet 2024)
102. ↑  (en) « The Best Way To Play Final Fantasy XIV Is With The Sounds Off », sur Kotaku, 29 août 2013 (consulté le 5 juillet 2024)
103. ↑  (en) Adam Harshberger published, « Final Fantasy 14: A Realm Reborn review », sur gamesradar, 23 septembre 2013 (consulté le 5 juillet 2024)
104. ↑  (en-US) « Annual Game Music Awards 2013 – Soundtracks of the Year », sur VGMO -Video Game Music Online-, 20 avril 2014 (consulté le 5 juillet 2024)
105. ↑  (en) Charles Onyett, « Relaunching Final Fantasy XIV: A Realm Reborn », sur IGN, 21 février 2013 (consulté le 5 juillet 2024)
106. ↑  (en-US) « Changes That Seem All Too Familiar - Final Fantasy XIV: A Realm Reborn », sur GameSpot (consulté le 5 juillet 2024)
107. ↑  (en-US) « Final Fantasy XIV Online: A Realm Reborn Review », sur GameSpot (consulté le 5 juillet 2024)
108. 1 2 3  (en) Leif Johnson, « Final Fantasy XIV: A Realm Reborn Review », sur IGN, 11 septembre 2013 (consulté le 5 juillet 2024)
109. 1 2  (en-US) Philip Kollar, « Final Fantasy 14: A Realm Reborn review: life after death », sur Polygon, 20 septembre 2013 (consulté le 5 juillet 2024)
110. ↑  « Final Fantasy XIV Review | USgamer », sur web.archive.org, 10 février 2014 (consulté le 5 juillet 2024)
111. ↑  (en) Matt Bertz, « Game Informer Best Of 2013 Awards », sur Game Informer (consulté le 5 juillet 2024)
112. ↑  « ZAM Game of the Year Awards (Part Two) :: ZAM », sur web.archive.org, 19 février 2014 (consulté le 5 juillet 2024)
113. ↑  (en-US) « Massively's Best of 2013 Awards », sur Engadget, 19 décembre 2013 (consulté le 5 juillet 2024)
114. ↑  (en-US) Dave Tach, « AbleGamers honors Final Fantasy 14, The Stanley Parable », sur Polygon, 28 janvier 2014 (consulté le 5 juillet 2024)
115. ↑  « ZAM Game of the Year Awards (Part One) :: ZAM », sur web.archive.org, 23 décembre 2013 (consulté le 5 juillet 2024)
116. ↑  (en) Matt Bertz, « Readers' Choice Best Of 2013 Awards », sur Game Informer (consulté le 5 juillet 2024)
117. ↑  « Japan Game Awards 2014 », sur awards.cesa.or.jp (consulté le 5 juillet 2024)
118. ↑  (en) Game Informer Editorial, « Game Informer's Best Of 2017 Awards », sur Game Informer (consulté le 5 juillet 2024)
119. ↑  (en) Jeff Cork, « Reader's Choice Best Of 2017 Awards », sur Game Informer (consulté le 5 juillet 2024)
120. ↑  « Golden Joystick Awards 2017 Nominees - Best In Slot », sur web.archive.org, 10 janvier 2018 (consulté le 5 juillet 2024)
121. ↑  (en-GB) Tom Hoggins, « Golden Joysticks 2018 nominees announced, voting open now », The Telegraph,‎ 24 septembre 2018 (ISSN 0307-1235, lire en ligne, consulté le 5 juillet 2024)
122. ↑  (en) Connor Sheridan published, « Golden Joystick Awards 2018 winners: God of War wins big but Fortnite gets Victory Royale », sur gamesradar, 16 novembre 2018 (consulté le 5 juillet 2024)
123. ↑  (en) PC Gamer published, « Games of the Year 2017: The nominees », PC Gamer,‎ 8 décembre 2017 (lire en ligne, consulté le 5 juillet 2024)
124. ↑  (en) Stephany Nunneley-Jackson Former News Editor, « E3 2019 Game Critics Awards - Final Fantasy 7 Remake wins Best of Show », sur VG247, 27 juin 2019 (consulté le 5 juillet 2024)
125. ↑  (en-US) « The Game Awards 2019: All Nominees [Update] », sur GameSpot (consulté le 5 juillet 2024)
126. ↑  (en-GB) Push Square, « Days Gone Rides Off with Three Nominations in This Year's Golden Joystick Awards », sur Push Square, 20 septembre 2019 (consulté le 5 juillet 2024)
127. ↑  (en) Andy Chalk published, « Control and Death Stranding get 8 nominations each for the 2020 DICE Awards », PC Gamer,‎ 13 janvier 2020 (lire en ligne, consulté le 5 juillet 2024)
128. ↑  (en-GB) Keith Stuart, « Death Stranding and Control dominate Bafta games awards nominations », The Guardian,‎ 3 mars 2020 (ISSN 0261-3077, lire en ligne, consulté le 5 juillet 2024)
129. ↑  « SXSW 2020 Gaming Award Winners Revealed », sur www.noobfeed.com (consulté le 5 juillet 2024)
130. ↑  (en-US) Sato, « Here Are the Winners of the Famitsu Dengeki Game Awards 2019 », sur Siliconera, 18 avril 2020 (consulté le 5 juillet 2024)
131. ↑  (en) « 2023 BAFTA Games Awards: The Winners », sur www.bafta.org, 2 mars 2023 (consulté le 5 juillet 2024)
132. ↑  (en) « 20th BAFTA Games Awards: The Winners & Nominations », sur www.bafta.org, 7 mars 2024 (consulté le 5 juillet 2024)
133. ↑  (en-US) « Media Create Sales: 8/26/13 – 9/1/13 », sur Gematsu, 4 septembre 2013 (consulté le 5 juillet 2024)
134. ↑  « Gamasutra - Final Fantasy XIV hits 1.5M registrations after relaunch woes », sur web.archive.org, 3 mars 2016 (consulté le 5 juillet 2024)
135. ↑  « Wayback Machine », sur web.archive.org (consulté le 5 juillet 2024)
136. ↑  (en-US) Samit Sarkar, « Square Enix returning to profitability in 2014 fiscal year », sur Polygon, 5 février 2014 (consulté le 5 juillet 2024)
137. ↑  (en) James Brightman Contributor, « Final Fantasy producer: Subscriptions still good for MMOs », sur GamesIndustry.biz, 28 mars 2014 (consulté le 5 juillet 2024)
138. ↑  (en-US) Jef Reahard, « Final Fantasy XIV won’t be going F2P any time soon | Massively Overpowered », 9 mars 2015 (consulté le 5 juillet 2024)
139. ↑  (en-US) « The past, present and future of Final Fantasy 14 », sur PCGamesN, 13 août 2015 (consulté le 5 juillet 2024)
140. ↑  (en-US) Sato, « Final Fantasy XIV Reaches 14 Million Adventurers Worldwide », sur Siliconera, 31 août 2018 (consulté le 5 juillet 2024)
141. ↑  « "THE END IS NIGH AS NEW FINAL FANTASY XIV ONLINE TRAILER REVEALS DETAILS FOR PATCH 5.5 – RELEASING APRIL 13" - Square Enix North America Press Hub », sur press.na.square-enix.com (consulté le 5 juillet 2024)
142. ↑  (en) Giuseppe Nelva, « Final Fantasy XIV Passes 30 Million Players as Xbox Open Beta Gets Release Date [UPDATED] », sur TechRaptor, 5 février 2024 (consulté le 5 juillet 2024)
143. ↑  (en-US) « Famitsu Sales: 7/1/19 – 7/7/19 [Update] », sur Gematsu, 10 juillet 2019 (consulté le 5 juillet 2024)
144. ↑  (en-US) Allegra Frank, « Final Fantasy 14: Daddy of Light is heading to Netflix », sur Polygon, 31 mars 2017 (consulté le 5 juillet 2024)
145. ↑  (en) « Saki, Final Fantasy XIV Collaboration Manga Gets English Release », sur Anime News Network, 5 juillet 2024 (consulté le 5 juillet 2024)
146. ↑  « Final Fantasy XIV accueille un nouveau spin-off sous la forme d'un manag », sur Anime News Network, 5 juillet 2024 (consulté le 5 juillet 2024)

### Jeux vidéo
: document utilisé comme source pour la rédaction de cet article.
Square Enix. Final Fantasy XIV (Windows,) (v. 1.0). Square Enix (Japon). 30 septembre 2010. 
Square Enix. Final Fantasy XIV : A Realm Reborn (Windows, PlayStation 3 et PlayStation 4) (v. 2.0). Square Enix (Japon). 24 août 2013. 
- Extension : Square Enix. Final Fantasy XIV : Heavensward (Windows, PlayStation 3 et PlayStation 4). Square Enix (Japon). 23 juin 2015.
- Extension : Square Enix. Final Fantasy XIV : Stormblood (Windows et PlayStation 4). Square Enix (Japon). 20 juin 2017.
- Extension : Square Enix. Final Fantasy XIV : Shadowbringers (Windows et PlayStation 4). Square Enix (Japon). 2 juillet 2019.